# Radiografia digitale

La radiografia digitale è una radiografia ad acquisizione digitale e, a differenza della meno recente tecnica analogica, permette di sfruttare software e hardware abili all'archiviazione di immagini e alla loro modificazione post-acquisizione.
A confronto con la radiografia convenzionale, la tecnica digitale perde in risoluzione spaziale, poiché il punto analogico (l'elemento più piccolo) ha diametro di 2 µm (il bromuro d'argento utilizzato nella pellicola radiografica), mentre il punto digitale è il pixel, un quadrato di spazio enormemente più grande, che può andare da 30 µm a 200 µm.
Questo comporta una certa perdita di informazioni spaziali, sebbene l'occhio umano in genere non sia in grado di apprezzare tale differenza in condizioni normali di osservazione. D'altro canto, i sistemi digitali posseggono un grande intervallo dinamico e la loro curva caratteristica è praticamente lineare, per cui eventuali errori di esposizione, sempre possibili in radiologia, portano comunque ad un'immagine utilizzabile per la diagnosi, mentre per i sistemi convenzionali un errore significa ripetizione dell'esposizione, con conseguente doppia esposizione del paziente.
Quest'esame è qualitativamente meno accurato rispetto alla Risonanza magnetica nucleare e Tomografia computerizzata.

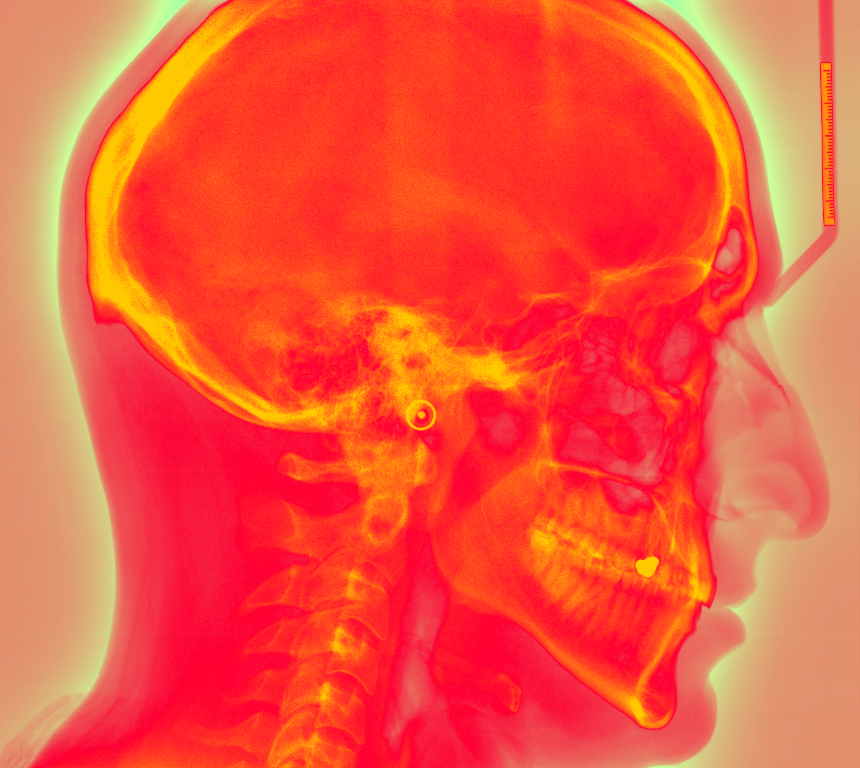
Esempio di radiografia a falsi colori

I sistemi di radiologia digitale si dividono in due gruppi: i sistemi CR (storicamente indicati come Radiologia Computerizzata) ed i sistemi DR (da Direct Radiography). Pur arrivando entrambi a fornire un'immagine digitale, sono molto differenti per principi di funzionamento e per uso.

## Sistemi CR
L'apparecchiatura consente di ottenere immagini mediche digitali da raggi X, pronte per la diagnosi, utilizzando appositi fosfori a memoria, che vengono cancellati e riutilizzati per un grande numero di volte. Per un uso normale, si fornisce di solito una durata attorno ai 10 anni, che prescinde però da problemi di tipo meccanico.
I primi studi su sistemi a memoria risalgono agli anni a cavallo del 1980.

I fosfori utilizzati a questo scopo sono del tipo BaFBr:Eu. All'assorbimento di un fotone x, il fosforo si porta su uno stato eccitato a lunga vita media nel quale rimane, mantenendo così memoria del fotone e della sua localizzazione. Tale informazione viene letta illuminando il fosforo con un raggio laser rosso/infrarosso (630-680 nm): tramite il meccanismo dell'emissione stimolata, il cristallo viene portato su uno stato instabile, dal quale decade istantaneamente allo stato fondamentale emettendo luce attorno a 400 nm. Data la differenza di lunghezza d'onda, è possibile raccogliere solo la luce in uscita dal fosforo, che quindi ripete lo schema di arrivo dei raggi x.
Un fotomoltiplicatore raccoglie tale luce, collegandola alla posizione spaziale da cui è uscita; un normale computer desktop raccoglie le informazioni di posizione e intensità e mostra sul monitor un'immagine dei raggi x che hanno generato il segnale. Da questo momento è possibile mandare in stampa l'immagine, effettuare il referto su un monitor diagnostico, spedire l'immagine all'archivio (PACS), il tutto anche dopo averla elaborata.
La CR è considerata molto utile perché fornisce la possibilità di passare ad un sistema digitale di archiviazione e refertazione senza richiedere un grosso investimento. Inoltre, il reparto di radiologia può continuare a lavorare allo stesso modo usato per i sistemi convenzionali analogici, in quanto tali schermi a memoria sono contenuti all'interno di cassette, come per i normali schermi di rinforzo e la loro lettura e cancellazione viene effettuata su attrezzature centralizzate, come prima avveniva con le sviluppatrici per le pellicole radiografiche. Non è apportato alcun vantaggio in termini di tempi; utile invece la possibilità di archiviare le immagini in modo digitale e la possibilità di elaborazione dell'immagine.

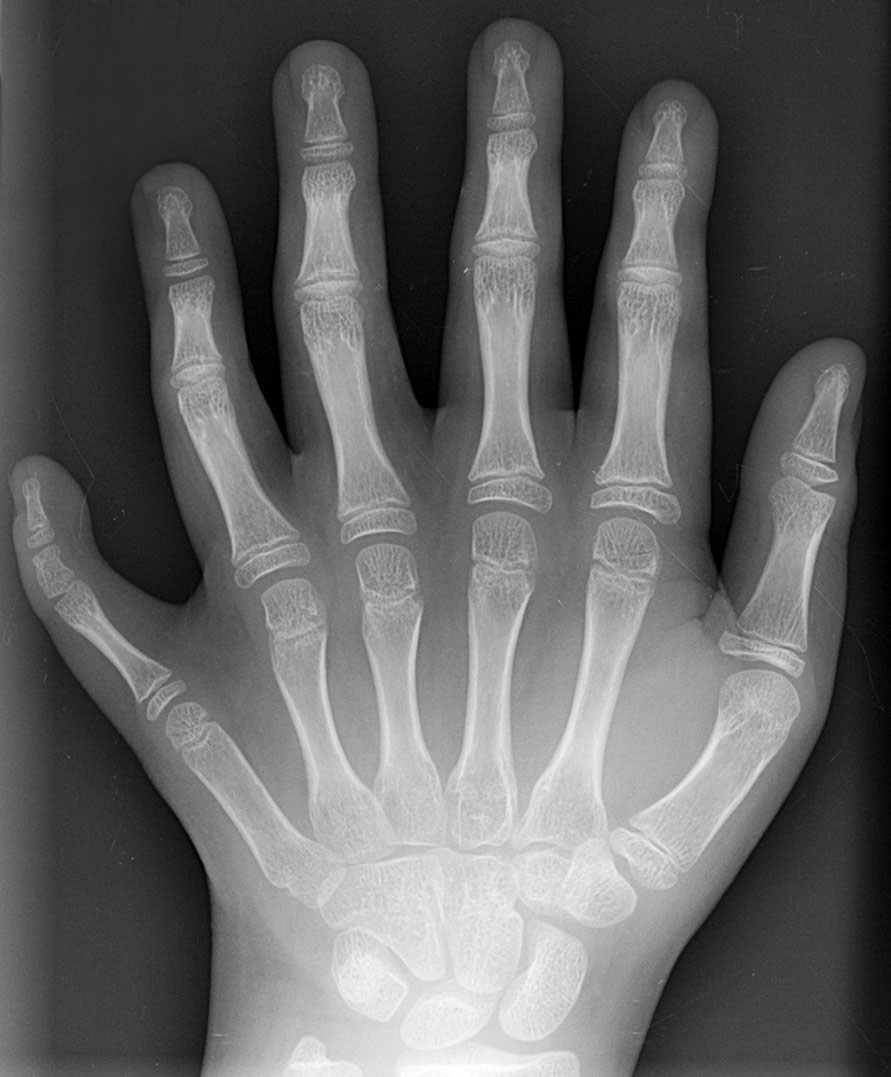
Radiografia digitale di una mano sinistra con polidattilia

## Sistemi DR
Sono indicati con un sensore che fornisce in uscita direttamente i dati digitali, senza bisogno di procedimenti intermedi.
Questi sensori sono utilizzati nella stessa posizione in cui vengono messi i sistemi analogici basati sul film radiografico o quelli CR, cioè dietro al paziente, dalla parte opposta del tubo a raggi X, in modo da raccogliere il fascio X emergente dal paziente. Entro breve tempo dall'esposizione (da 5 a 30 secondi), i dati digitali dell'immagine sono spediti lungo un cavo, normalmente una fibra ottica, fino al computer di controllo, che mostra l'immagine appena acquisita. Questa viene poi spedita per l'archiviazione e la refertazione lungo la rete ospedaliera.
Per dare un'idea dei vantaggi in termini di qualità, basta notare che il Detective Quantum Efficiency (DQE) di un sistema di radiologia digitale può anche arrivare al 67%, rispetto ad un sistema tradizionale, dove si raggiunge a malapena il 20-25%.
Per contro, i costi per una sala digitale sono molto alti rispetto ai sistemi CR, in quanto prevedono uno stretto accoppiamento tra il tubo a raggi, il generatore di alta tensione ed il rilevatore; per questo motivo, una sala per un sistema DR viene acquistata in blocco unico.
Nati attorno agli anni 1990, questi sistemi sono suddivisi sostanzialmente in 3 categorie, a seconda del meccanismo utilizzato nel sensore.

### Sistemi a CCD
Il fotone viene convertito in luce da uno strato di fosfori tipici degli schermi di rinforzo e questa immagine luminosa viene raccolta (da lenti oppure tramite un fascio di fibre ottiche) su un CCD e mostrata in tempo reale sul monitor. Per sensori di grande formato (35x43cm), i CCD diventano 4, uno per quadrante ed il computer effettua la riunione delle 4 immagini separate.
Questo sistema è in grado di mostrare immagini dinamiche non solo per registrazioni di tipo televisivo, ma anche per lo studio di movimenti ad alta velocità; per questo viene utilizzato per studi dinamici con mezzo di contrasto. Dall'altro lato, la riduzione necessaria a far rientrare circa 20 cm di schermo sulle dimensioni del CCD, porta ad una perdita della qualità dell'immagine e alla possibilità di distorsioni ottiche. Questi sistemi vengono comunque usati ogni volta che sia necessario eseguire esami temporali, arrivando senza problemi alle 30 immagini al secondo.

### Sistemi diretti
Il sensore è composto da uno strato di selenio amorfo, all'interno del quale i raggi sono catturati, lasciando al loro posto coppie elettrone-buca. Il campo elettrico applicato tra le superfici del selenio trasporta gli elettroni verso una sottile matrice di transistor, dove tali elettroni sono condensati. Finita l'esposizione, l'elettronica del sensore si occupa di far uscire, riga per riga, i valori di carica corrispondenti ad ogni pixel e, dopo alcune operazioni di regolazione di zero, i dati sono inviati via fibra ottica al computer, che ricostruisce l'immagine su monitor.
È possibile costruire rivelatori della grandezza standard per i normali esami radiografici (43x43cm), con una dimensione di pixel attorno ai 130-140 µm. La risoluzione è ottima, poiché gli elettroni generati dai raggi x non hanno praticamente diffusione laterale, portando ad una banda passante che supera le 3,5 lp/mm; da registrare però un certo rumore di fondo (rumore elettronico), che non diminuisce con l'aumentare della frequenza e questo gioca a sfavore dell'alta risoluzione.

### Sistemi indiretti
Il sensore è composto da uno strato di scintillatore allo ioduro di Cesio attivato Tallio (CsI:Tl), fosforo ad altissima efficienza di conversione raggi X-luce, con la speciale caratteristica di avere cristalli di pochi micron di diametro (tipicamente 5), con struttura filiforme e ordinata. Il fotone luminoso creato dalla conversione resta in pratica intrappolato nel cristallo, che agisce come una guida d'onda; in questo modo la diffusione laterale è molto contenuta (anche se non così piccola come per i sistemi diretti). Il fotone viene poi raccolto da una matrice di fotodiodi; anche qui, al termine dell'esposizione, l'elettronica del sensore si occupa di far pervenire il valore di ogni pixel al computer, che mostra l'immagine; in questo caso, il tempo di lettura è ridotto (tra 5 e 15 secondi). La dimensione del pixel è attorno ai 140 µm.
Questa tecnologia ha recentemente permesso di affrontare gli studi dinamici anche nel grande formato, ma anche nel caso statico fornisce ottime immagini in tempi contenuti. La risoluzione è leggermente inferiore a quella dei sistemi diretti, mentre il rumore di fondo è sufficientemente ridotto. La risoluzione minore torna a vantaggio di questi tipi di sistemi rispetto a quelli diretti, in quanto non in grado di registrare le distorsioni dovute a frequenze oltre quella di Nyquist.

## Vantaggi e svantaggi
I sistemi di Radiografia Digitale, ancora oggi non raggiungono in linea teorica la risoluzione di un sistema convenzionale analogico, capace di arrivare oltre le 5 lp/mm e fino a 15-20 lp/mm (sistemi per mammografia). Tuttavia, in pratica si trovano allo stesso livello ed anzi, in certi aspetti riescono a migliorare la qualità delle immagini grazie ad algoritmi di elaborazione di immagine, che esaltano i particolari di interesse diagnostico, trascurando quelli inutili.
Inoltre, l'avere un'immagine digitale permette di archiviarla direttamente su normali sistemi di archiviazione (hard disk, CD, DVD, nastri).
Le immagini generate da queste modalità vanno da 2.000x2.000 a 4.000x4.000 pixel, per una profondità che può andare dai 14 bit/pixel in acquisizione (Standard DICOM 3.0) ai 12 bit/pixel per l'invio in reti PACS.
Ulteriori vantaggi della radiografia digitale sono: l'assenza di consumabili quali pellicole o reagenti per fissare le informazioni sulla lastra tradizionale e la possibilità di incrementare la velocità: una sala radiografica digitale in termini di pazienti processati può rendere come 2.5-3.5 sale radiografiche convenzionali. Un'integrazione totale con un RIS può diminuire i passi da fare verso un numero minimo di 3 per conseguire un'immagine diagnostica (1. selezione paziente; 2. Posizionamento paziente ed esposizione; 3. Invio immagini).
Mentre qualsiasi tipo di radiografia può essere effettuato in digitale, qualche dubbio permane per la mammografia, dove l'altissima risoluzione dei sistemi analogici non potrà essere raggiunta in tempi brevi. Alcuni produttori commercializzano attualmente sistemi per mammografia, con dimensioni del pixel attorno ai 35 µm, consigliando per la diagnosi monitor da 5 MegaPixel (2048x2560 pixel). Tuttavia alcuni radiologi preferiscono per il momento utilizzare un sistema analogico e poi digitalizzare l'immagine con uno scanner apposito per effettuare l'elaborazione dell'immagine e l'archiviazione digitale.